# Amhara grata
Amhara grata is een hooiwagen uit de familie Assamiidae. De wetenschappelijke naam van Amhara grata gaat terug op Pavesi.